# کلرید تالیم (I)
کلرید تالیم(I) (به انگلیسی: Thallium(I) chloride) با فرمول شیمیایی TlCl یک ترکیب شیمیایی است. که جرم مولی آن ۲۳۹٫۸۲ g/mol می‌باشد. شکل ظاهری این ترکیب، پودر منشوری سفید یا متراکم است.